# Banské (Pogórze Orawskie)
Banské lub Banský (752 m) – szczyt na Pogórzu Orawskim (słow. Oravská vrchovina) na Słowacji. Wznosi się po południowej i wschodniej stronie wsi Dlhá nad Oravou. Stoki północne opadają do doliny rzeki Orawa, która podcięła stromo ich podnóże tworząc skalistą skarpę. Stoki zachodnie opadają do dolinki uchodzącego do niej potoku.
Najbardziej strome są stoki północne i zachodnie, podcięte przez Orawę i jej dopływ. Porasta je las. Stoki wschodnie i południowe są łagodne i w dużym stopniu pokryte łąkami. Przez Banské nie prowadzi żaden szlak turystyczny.